# Mee pok
Les mee pok sont des nouilles chinoises caractérisées par leur aspect plat et jaune, variant en épaisseur et en largeur. C'est à l'origine une spécialité de la cuisine teochew, consommée principalement en Chine (Chaoshan), à Singapour, en Malaisie et en Thaïlande. Ces nouilles sont généralement servies « sèches » (tah en hokkien chinois : poj), c'est-à-dire en sauce, ou plus rarement en soupe (terng, « soupe »). 
Les mee pok sont généralement consommées avec deux types de garniture: yu wan mee pok, nouilles garnies de boulettes de poisson et de légumes, et bak chor mee, garnies de viande hachée et de champignons, ce dernier plat généralement préparé à l'aide de nouilles fines (mee kia).

## La saucemee pok
La sauce dans laquelle les nouilles sont jetées tient une place très importante dans ce plat, et révèle le niveau d'expérience du cuisinier.
Elle se compose de 4 éléments : mélange pimenté, matière grasse, vinaigre et autres condiments comme la sauce de soja et le poivre. La préparation du mélange pimenté inclut souvent une friture. La matière grasse est traditionnellement du saindoux, qui assure une texture lisse et une saveur particulière à la sauce, mais l'huile végétale est parfois utilisée à des fins diététiques. Le type de vinaigre utilisé peut être choisi par le client entre différentes variétés.

## Soupe
Une soupe est servie dans un bol en accompagnement dans la version sèche, dans la version « soupe » les nouilles sont servies dans une soupe et la sauce est omise.

## Nouillesmee pok

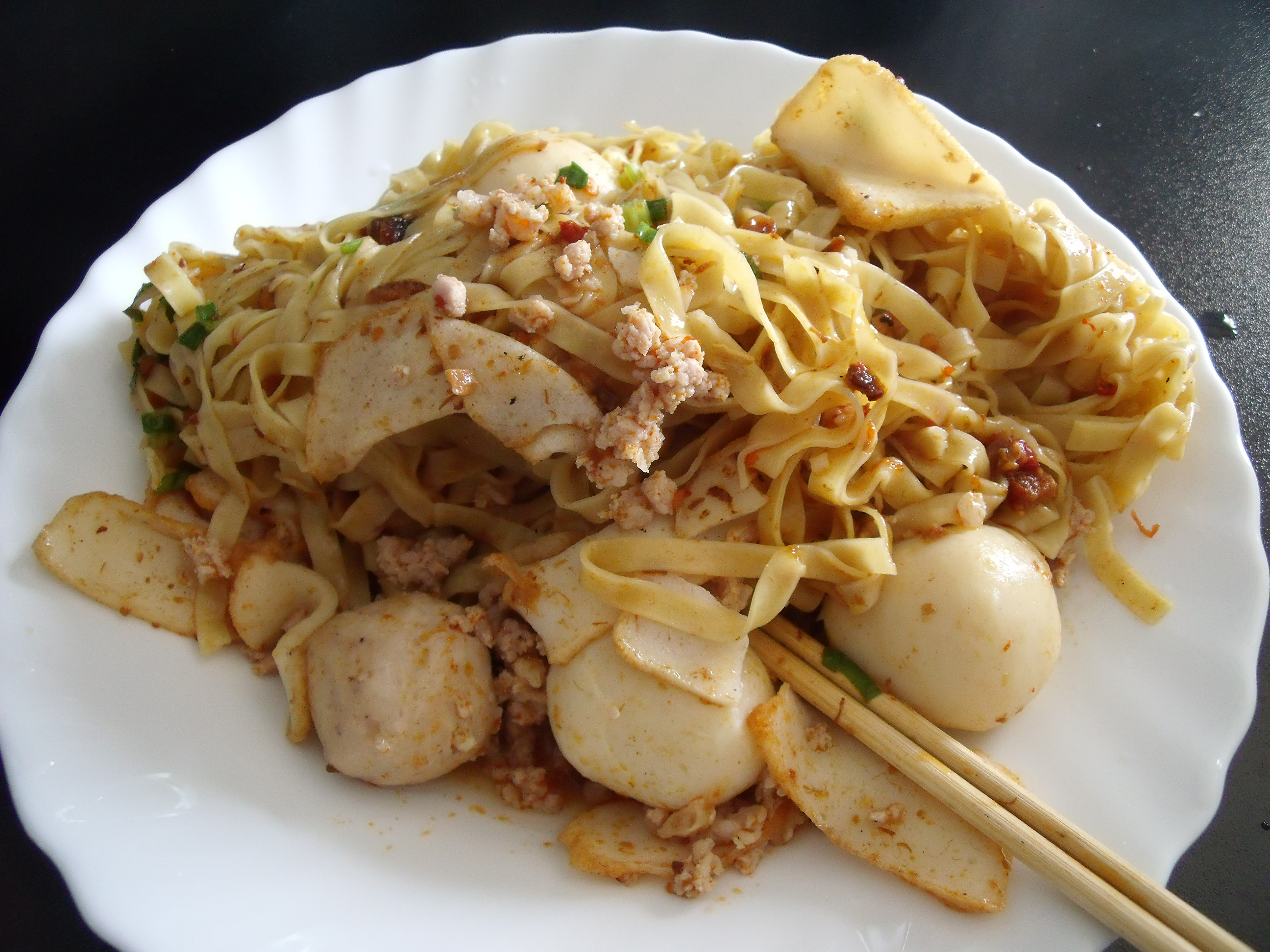
Nouilles mee pok vendues dans le quartier de Bukit Batok (Singapour).

Généralement, les nouilles sont de fabrication industrielle, et exigent une certaine préparation avant la cuisson.
Les vendeurs de rue les mélangent vigoureusement pour enlever l'excédent de farine et de bicarbonate de soude, et pour séparer les nouilles collées ensemble. Elles peuvent aussi être étirées et coupées à la longueur désirée.
Elles sont blanchies dans de l'eau chaude et trempées dans de l'eau froide plusieurs fois, même si certains vendeurs omettent l'étape de trempage dans l'eau froide. Elles sont enfin égouttées et placées dans une sauce ou un bouillon.

## Bak chor mee
Cette version de mee pok est servie avec de la viande hachée, des tranches de porc, du foie de porc (tur kwa), des champignons émincés et bouillis, des boulettes de viande et des morceaux de gras de porc frit. Dans la version la plus traditionnelle, on ajoute quelques morceaux de soles frites et de laitue chinoise comme garniture.

## Fishball mee pok

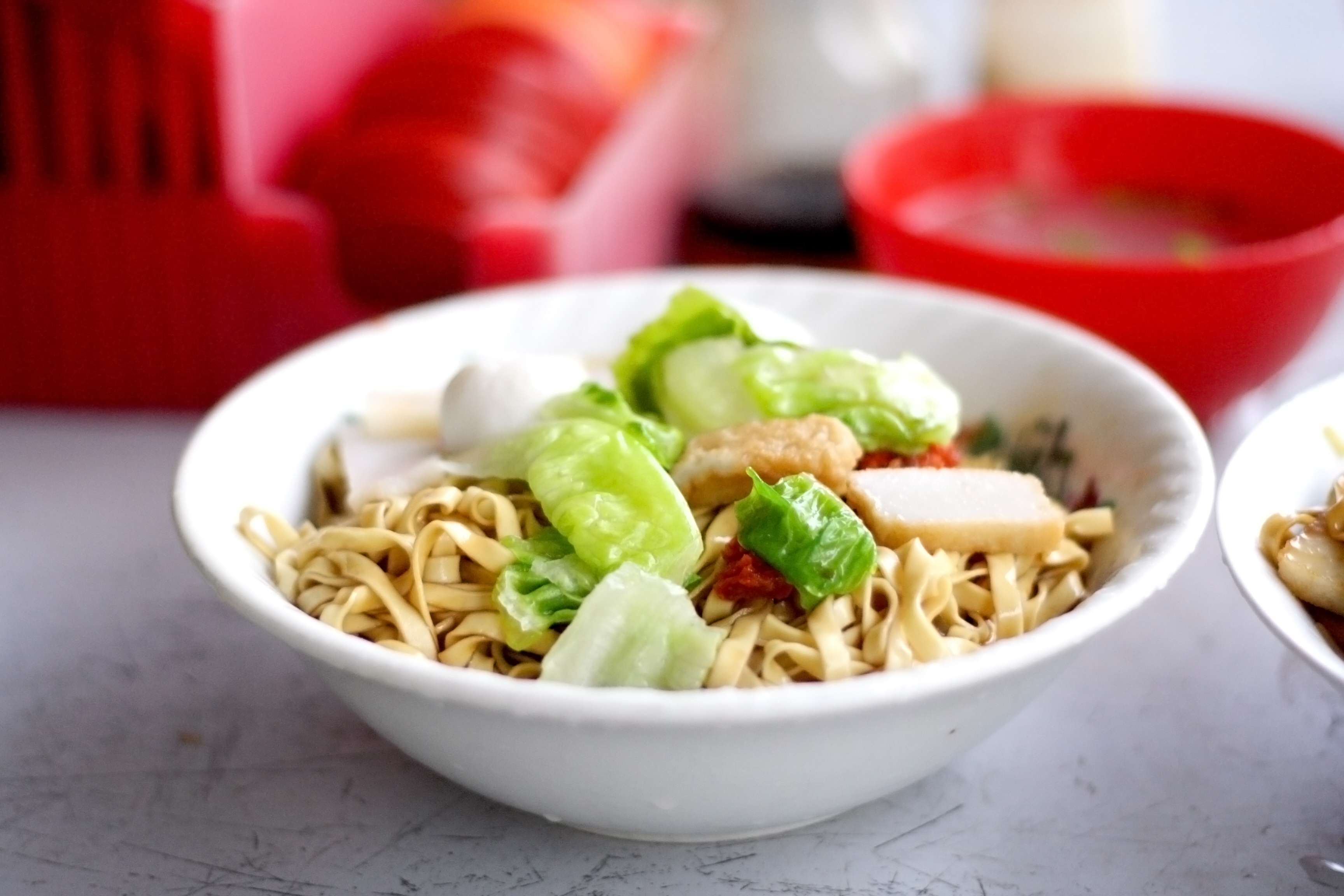
Un bol de dry fishball mee pok.

Cette version de mee pok est généralement servie avec des boulettes de poisson, dont des geow (un type de boulette où la chair de poisson enveloppe un peu de viande hachée), des tranches de pâte de poisson, de la viande hachée, des boulettes de viande, de la laitue ou des pousses de haricot mungo (taugeh en hokkien).

## Dans la culture populaire
- Mee Pok Man est le titre d'un film réalisé par Eric Khoo, un réalisateur singapourien.